# OTI 1989
Il diciottesimo Festival della canzone iberoamericana si tenne a Miami, negli Stati Uniti d'America il 18 novembre 1989 e fu vinto da Analí che rappresentava il Messico.

## Classifica
| Paese                                                         | Artista                   | Canzone                      | Posizione |
| Messico                                                       | Analí                     | Una canción no es suficiente | 1         |
| Spagna                                                        | José Manuel Soto          | Como una luz                 | 2         |
| Rep. Dominicana                                               | Maridalia Hernández       | Te ofrezco                   | 3         |
| Guatemala                                                     | Roberto Rey               | Traigo la voz                |           |
| Bolivia                                                       | Milton Cortés             | Como dos enamorados          |           |
| El Salvador                                                   | Gerardo Parker            | Quisiera                     |           |
| Nicaragua                                                     | Salvador e Katia Cardenal | Días de amar                 |           |
| Cile                                                          | Catalina Telias           | La movida                    |           |
| Perù                                                          | Mache                     | Nadie me ama como tu         |           |
| Colombia                                                      | Yolanda González          | El artista                   |           |
| Panama                                                        | Christian                 | Era tan solo ayer            |           |
| Honduras                                                      | Antonio Paredes           | Al fin lo encontré           |           |
| Ecuador                                                       | Hermanos Miño Naranjo     | Mi campesina                 |           |
| Argentina                                                     | Mónica Cruz               | Te quedarás en mi            |           |
| Portogallo                                                    | Marco Paulo               | Rosa morena                  |           |
| Stati Uniti                                                   | Iris e Margie             | Hazme sentir                 |           |
| Uruguay                                                       | Eduardo Fabiani           | Gracias                      |           |
| Porto Rico                                                    | Aldo Matta                | Porque no volverás           |           |
| Costa Rica                                                    | Allan McPherson           | Denme una guitarra           |           |
| Venezuela                                                     | Salvador                  | Caras perdidas               |           |
| Paraguay                                                      | Rodolfo González Friedman | Como aquellas nubes          |           |
| Aruba                                                         | Edwin Abath               | Mi viejo                     |           |
| Lugar: James L. Knight Convention Center - Miami, Stati Uniti |                           |                              |           |